# Mattia Aquario
Mattia Aquario (Aquara, près de Salerne, ? - Naples, 1591), lat. Aquarius est un théologien dominicain italien.

## Biographie
Mattia Aquario entre chez les dominicains de la province de Naples, puis étudie à Bologne (1558), puis à Milan (1561). Il est ensuite régent d’un couvent à Venise et y soutient des conclusiones, puis également à Turin. C’est là qu’il eut l’occasion de discuter avec l’averroïste Francesco Vimercato sur l’argument “num intellectus viatoris possit cognoscere substantias separatas quidditative”. En 1569, sa maîtrise est approuvée, il repart à Milan comme régent pour deux ans. Il y compose alors un cours, publié sous titre de Lectionum in primam philosophiam (Naples, 1571). À partir de ce moment, toute sa vie se déroulera alors entre Naples et Rome. Il enseigne d’abord la métaphysique au Studium de Naples, où il développe les arguments qui deviendront ses Dilucidationes in XII libros primae philosophiae Aristotelis (Rome, 1584). Passé au couvent de San Domenico Maggiore, il y eut comme confrère pour au moins trois ans Giordano Bruno. En 1575, on le trouve à Rome, où il compose ses Additiones in quaestiones de physico auditu Rev.mi P. M. Francisci Sylvestri Ferrariensis, ainsi que la Disputatio pulcherrima de ideis, in qua ostenditur Aristotelem non adversari divino Platoni, ainsi que des Quaestiones sur la physique et le De Anima (Rome, 1576). Il est nommé maître de théologie en 1582 et enseigne pendant cinq ans à la Sapienza. C’est là qu’il prépare la nouvelle édition du commentaire des sentences du thomiste français Jean Capréolus, Super quatuor libros Sentent. I. Capreoli (Venise, 1588-89), dédiée à Sixte V, avec des Annotationes. Son dernier ouvrage paraît à titre posthume : Formalitates iuxta doctrinam D. Thomae Aquinatis (Naples, 1605), auquel est joint un petit De memoria et reminiscentia (recettes pour renforcer la mémoire, qui révèlent une affinité avec les travaux de Giordano Bruno sur la mémoire), un De memoria artificiali et artificiosa et un Epitome logices. En 1587, il retourne enseigner à Naples, et y meurt en 1591. Il est enterré au Convento di S. Domenico Maggiore. Dominicain éclectique, Mattia Aquario est un personnage important dans l’histoire du thomisme au XVIe siècle, comme en témoignent en particulier ses Additiones aux questions de Sylvestre de Ferrare sur la Physique, ainsi que ses diverses disputationes de métaphysique. S’il semble suivre la doctrine de Thomas d'Aquin et son exposition par Capréolus, il témoigne également de nombreuses autres influences, principalement dues au contexte italien de l’époque, et tient largement compte des positions averroïstes (Thomas Wylton, John Baconthorp, Antonio Bernardi) et alexandristes alors répandues, de celles du cardinal Cajetan, de Pomponazzi, Simone Porzio et de leur opposant Iacopo Antonio Marta. Dans des Controversiae inter D. Thomam et caeteros theologos ac philosophos, il expose celles entre Thomas et Averroès ou entre Thomas et le carmélite anglais Baconthorp.